# Lisztmoly
A lisztmoly (Ephestia kuehniella) a valódi lepkék közül a fényiloncafélék (Pyralidae) családjában a karcsúmolyok (Phycitinae) alcsaládjába tartozó, kártevő lepkefaj.

## Elterjedése, élőhelye
Az egész világon elterjedt, és hazánkban is mindenütt közönséges.

## Megjelenése

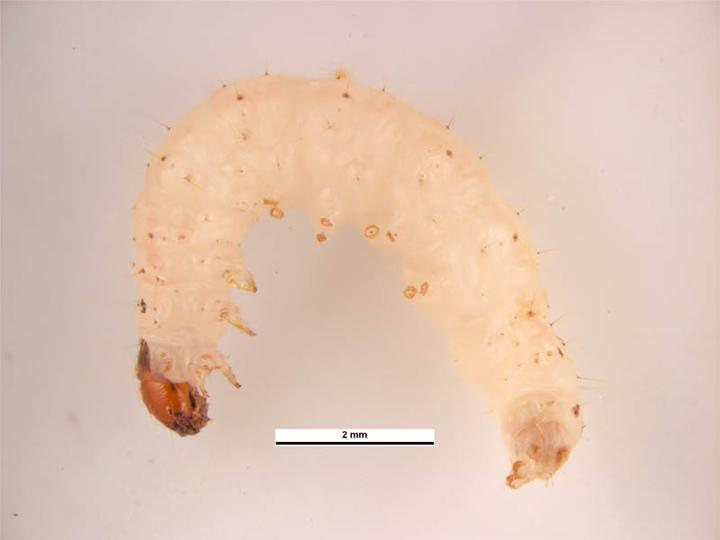
Hernyója

Az imágó 8–11 milliméter hosszú, szárnyának fesztávolsága 17–25 milliméter. Ólomszürke, kékesvörös árnyalatú elülső szárnyai keskenyek, a csúcsuk tompított. Kevéssé mintázottak, csak két-két zegzugos, elmosódott harántsáv látható rajtuk, a végükön 2-3 sötétebb ponttal. Hátulsó szárnyai világosabbak (fehéresszürkék) és kissé kiszélesednek. A csúcsuk hegyes, fehér rojtozatuk áttetsző. A lepke feje tetején szőrpamacs nő.
Hernyójának feje feketésbarna, többi része fehér, néha rózsaszín, esetleg zöldes. Kifejlett állapotában 15–18 milliméter hosszú; a testén apró, sárgás szemölcsökből serteszőrök állnak ki jellegzetes rendben.

## Életmódja
A nőstény néhány napig él, és ezalatt szinte folyamatosan rakja petéit – elsősorban őrleményekre, zsákokra és gabonára. Egy-egy nőstény körülbelül 200 petét rak. A tejfehér petékből 7–14 nap múlva bújnak ki a kis hernyók. A hernyó azonnal szőni kezdi, és egyre jobban beszövi eleségét, miközben a csőszerű szövedék védelmében táplálkozik. Ha van elég ennivalója és nincs túl hideg, 8–10 hét alatt fejlődik ki.
A kifejlett hernyó elhagyja szövedékét, majd valamilyen kedvezőnek ítélt helyen, többnyire csoportokba verődve néhány nap alatt gubót készít, és abban fedett bábbá alakul. A 8–10 milliméteres báb kezdetben világos, idővel gesztenyebarnára sötétül. A lepkék 10–14 nap múlva kelnek ki, ezzel a lisztmoly kifejlődésének teljes ideje 11–14 hét. Hazánkban a raktárak hőmérsékletétől és az elérhető táplálék mennyiségétől függően május-szeptember között évente 2–4 nemzedéke lehet. A lepkék rajzása annyira elhúzódik, hogy egy időben és helyen minden fejlődési alak megtalálható. Az utolsó őszi nemzedék hernyói gubót szőnek, és fejlődésüket csak tavasszal fejezik be.
A lepke nem táplálkozik és kerüli a fényt: a nappali órákat a raktárak, malmok rejtett, sötét zugaiban, esetleg a falon vagy a berendezési tárgyakon összecsukott szárnyakkal tölti. Általában alkonyatkor repül.
Elsősorban a növényi őrleményekben (liszt, búza- és kukoricadara, zabpehely) gyakori, de megtalálható a gabonafélékben, szárított növényi anyagokban (zöldség, gomba, gyümölcs, gyógynövény), az olajos magvakban (dió), valamint különféle édesipari termékekben is. Főleg meleg helyeken (pékségekben, malmokban) szaporodik el tömegesen.
A liszt és a lisztből készült termékek leggyakoribb és legjelentősebb kártevője. Kiszitálhatatlan ürüléke, valamint a szövedékcsomók és a csoportos bábtelepek eltömítik a pékségek és malmok lisztjáratait és a selyemszitákat. Egy kevés kárt a selyemsziták és a csomagolóanyag átrágásával is okozhat.